# Декларация независимости Финляндии

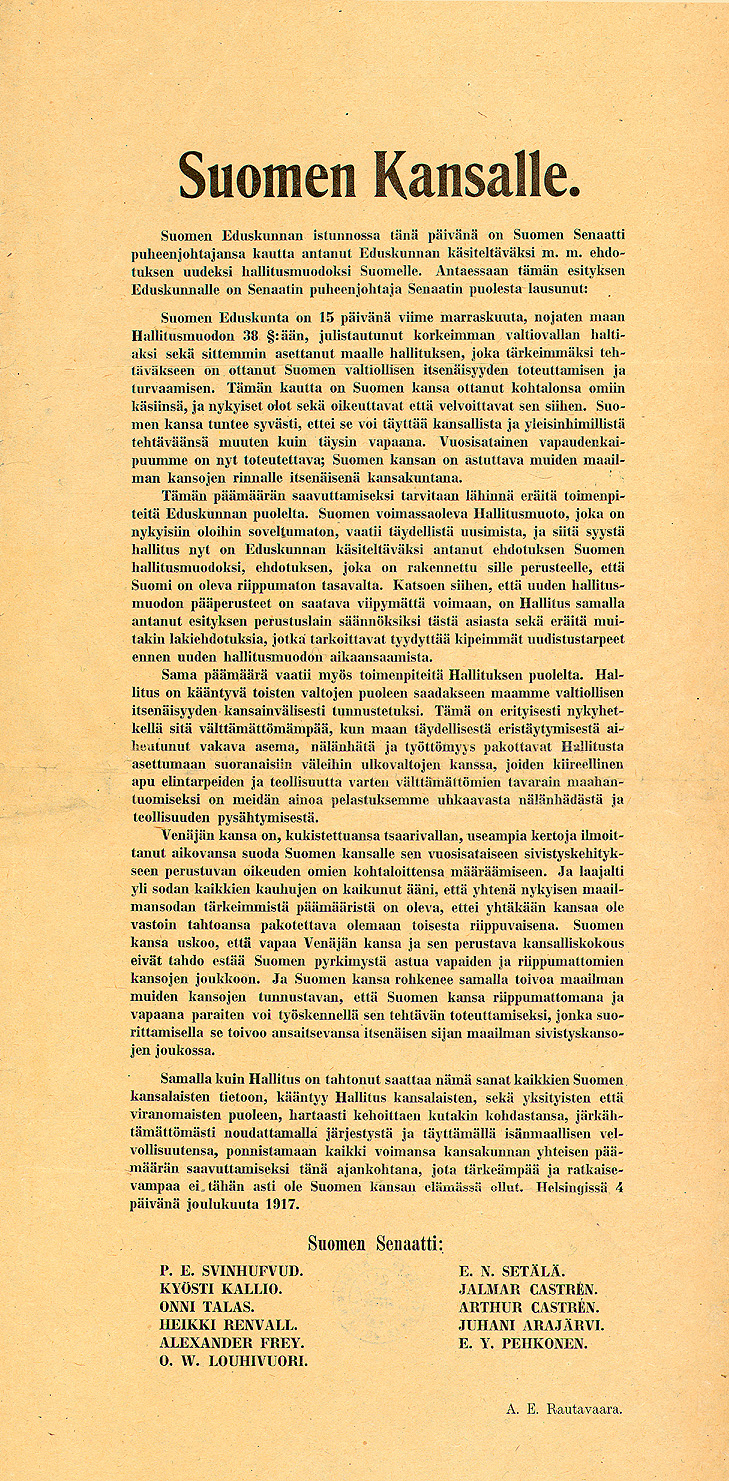
Декларация независимости Финляндии

Декларация независимости Финляндии (фин. Suomen itsenäisyysjulistus, швед. Finlands självständighetsförklaring) — исторический документ, принятый 4 декабря 1917 года первым правительством Свинхувуда, в котором было объявлено о полной политической независимости Финляндии.
Эдускунта одобрила предложение правительства 6 декабря 1917 года (100 депутатов голосовало «за», 88 — «против», 12 воздержались).
В день принятия Декларации ежегодно в Финляндии празднуется День независимости Финляндии.